# Winterthurer Fasnacht
Die Winterthurer Fasnacht ist die grösste Fasnacht des Kantons Zürich. Die Tradition geht in der Stadt Winterthur bis ins 15. Jahrhundert zurück.

## Geschichte
Erste Berichte über die Winterthurer Fasnacht stammten aus dem 15. und 16. Jahrhundert, als bereits Fasnachtsgruppen aus Städten wie Konstanz, Stein am Rhein, Frauenfeld, Rapperswil und Schaffhausen vom Schultheiss und den Räten empfangen und verköstigt wurden. Auch Winterthurer Gruppen besuchten Fasnachtsumzüge in anderen Städten. Mit der Reformation wurde wie auch in anderen Städten die Durchführung der Fasnacht untersagt. Aus dem 18. Jahrhundert ist überliefert, dass es ein Komitee gab, das jeweils einen Fasnachtsumzug zusammenstellte.
Eine organisierte Fasnacht gab es erstmals 1928 und seit 1929 wird die Fasnacht von einem Komitee organisiert. Am 11. Januar 1939 wurde die Fasnachts-Gesellschaft Winterthur gegründet. Ihr Vorstand bildet das Fasnachtskomitee Winterthur (Fakowi), das für die Organisation der Winterthurer Fasnacht zuständig ist.
Seit 2007 wird mit dem Eularius Lapidarius jeweils ein Fasnachtsorden an einen bekannten Winterthurer vergeben, die Verleihung wird jeweils an der Winti Mäss durchgeführt.

## Ablauf
Beginn der fasnächtlichen Zeit ist traditionell am 11.11. um 11:11 Uhr. Im Januar/Februar wird die Fasnacht mit dem Hammenschmaus «offiziell» eröffnet, bei dem es neben einem Festessen auch ein Bühnenprogramm gibt. Am Fasnachtsfreitag wird der Narrenbaums am Graben aufgestellt, darauf folgt die symbolische Übergabe des Stadtschlüssels an das Fasnachtskomitee, das damit die Kontrolle über die Stadt übernimmt.
Am Samstagabend findet der Guggenumzug statt, an dem 2013 34 Guggenmusiken teilnehmen. Nach dem Guggenumzug folgt die Altstadt-Dudlätä, bei der Guggenmusiken an verschiedenen ausgewählten Standorten in und um die Winterthurer Altstadt kleine Konzerte geben.
Sonntags findet der grosse Fasnachtsumzug statt, bei dem alle Fasnachtsgruppen und Guggenmusiken teilnehmen; 2018 sind es 72  Gruppierungen gewesen.
Am Montag wird nach einem Kinderumzug am Nachmittag der Narrenbaum wieder gefällt und abends wird, begleitet von Guggenmusiken, der Böögg auf der Zeughauswiese verbrannt.
Weitere Kinderumzüge existieren einerseits in Töss im Vorfeld der Fasnacht und am Fasnachts-Samstag in Veltheim.
An der Winterthurer Fasnacht nehmen etwa 3'000 aktive Fasnächtler teil, die Veranstaltungen werden von rund 50'000 Besuchern verfolgt.